# Zelia mira
Zelia mira är en tvåvingeart som först beskrevs av Henry J. Reinhard 1946.  Zelia mira ingår i släktet Zelia och familjen parasitflugor.
Artens utbredningsområde är Texas. Inga underarter finns listade i Catalogue of Life.